# Wir sind des Geyers schwarzer Haufen
Wir sind des Geyers schwarzer Haufen (en español: Somos el grupo negro de Geyer) es una canción folclórica y marcha militar alemana de estilo Fahrtenlied, Su letra está basada en el poema Der arme Kunrad escrito en 1888 por Heinrich von Reder y su melodía fue compuesta en 1920 por Fritz Sotke. La canción trata y glorifica las acciones del líder campesino Florian Geyer y su Schwarzer Haufen, un ejército campesino de Odenwald, durante la Guerra de los Campesinos en 1525. La canción, creada en el contexto de la Bündische Jugend. 

## Historia
La letra de la canción es un arreglo y adaptación de algunos extractos del poema Der arme Kunrad escrito en 1888 por Heinrich von Reder (1824–1909). La melodía y arreglos de la canción fueron hechos en 1920 por el compositor alemán Fritz Sotke (1902–1970). Estilísticamente, el texto se basa en las demandas y la retórica de los agricultores durante las Guerras Campesinas; es clara una tendencia anticlerical .
La canción fue cantada de forma seguida por grupos alemanas revolucionarios de izquierda y de derecha en el período de entreguerras, después del ascenso de Adolf Hitler al poder en 1933 fue utilizada por el partido nacionalsocialista en la lucha contra la Iglesia católica.  También formó parte de las canciones oficiales de las SS . 

## Interpretaciones modernas
Durante el nacionalsocialismo y en la RDA, fue interpretada como canción de lucha política. 
Después del fin de la Segunda Guerra Mundial la canción fue cantada por múltiples artistas, de todas estas modernas interpretaciones la más famosa de todas en la versión de 1963 interpretada por el Coro de Botho Lukas. también más artistas han interpretado esta canción tales como el cantante de música popular alemana Heino, también fue interpretada por bandas medievales como Die Streuner, Van Langen y Die Schnitter.
La banda comunista Commandantes y la banda neonazi de black metal Absurd han interpretado esta canción, obviamente con arreglos con significados más políticos.

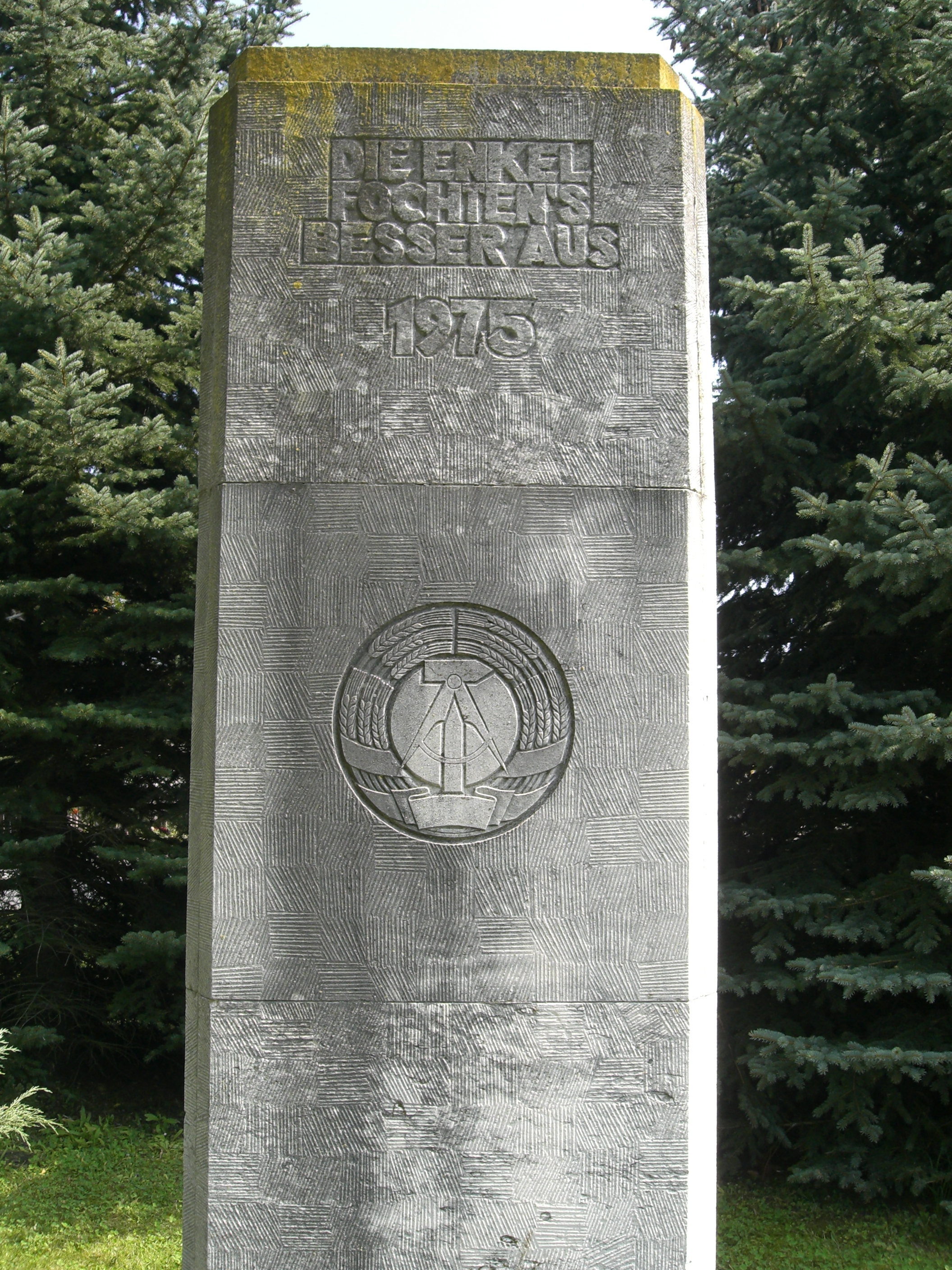
Monumento combinado de la guerra de los campesinos alemanes de 1525 y la reforma agraria de 1945 en Osterhausen, que alude a la canción con el texto Los nietos lucharon mejor

## Enlaces web
- Versión interpretada por el Coro Botho Lukas – YouTube

## Literatura
- Walter Moßmann, Peter Schleuning: Wir haben jetzt die Schnauze voll – alte und neue politische Lieder Editorial de bolsillo Rowohlt, Reinbek 1978, ISBN 3-499-17159-7 .
- Karl Adamek : Politisches Lied heute: zur Soziologie des Singens von Arbeiterliedern : empirischer Beitrag mit Bildern und Noten. Band 4 der Schriften des Fritz-Hüser-Instituts für Deutsche und Ausländische Arbeiterliteratur der Stadt Dortmund. Verlag Klartext, Colonia 1987.